# Paterswolde
Paterswolde (Drents: Paoterwool, soms Pôtjerwôl of Potjerwolde, Gronings: Potterwol) is een plaats in het uiterste noorden van de Nederlandse provincie Drenthe, gemeente Tynaarlo. Paterswolde vormt het noordelijke gedeelte van het tweelingdorp Eelde-Paterswolde. In 2023 telde Paterswolde 3.940 en Eelde 7.090 inwoners, gezamenlijk 10.815 inwoners.
Paterswolde heeft een totale oppervlakte van 689 hectare, waarvan 654 land en 35 water. De gemiddelde dichtheid van adressen is 742 adressen per km2. Er wonen 1695 huishoudens in Paterswolde.
Het dorp is vooral bekend vanwege het Paterswoldsemeer. Op oudere topografische kaarten het Paterswoldermeer, vanaf 1995 Paterswoldsemeer. De omgeving is geliefd bij stadjers omdat het dicht bij de stad Groningen ligt, een parkachtige uitstraling heeft en vanwege de recreatiegebieden rond het meer en het Friesche Veen. Ook de landgoederen De Braak (met berceau) en Vennebroek zijn geliefd bij recreanten.
Het dorp heeft verschillende bekende uitspanningen.
Het dorp is met het ov bereikbaar met buslijn 9. Deze bus rijdt meestal 2 maal per uur in twee richtingen  naar de stad Groningen (noordwaarts) en via Groningen-airport-Eelde naar het busknooppunt van Yde - De Punt (zuidwaarts).

## De naam Paterswolde
In de Groningsche Volksalmanak van 1902 vroeg de Groningse Rijksarchivaris Johan Adriaan Feith zich af waarom de overheden van "Paterswolde" spraken terwijl de volksmond en de oudste bronnen alleen "Potterwolde" kenden. Feith stelde dat de etymologische afleiding bestaat uit de geslachtsnaam "Potter" en "wold", wat Gronings is voor woud en in veel plaatsnamen voorkomt.
Feith sprak van een "geaffecteerde etymologie" waarbij Hollanders gemeend hadden de Groningse naam te moeten verbeteren in de veronderstelling dat met potters wel paters zouden zijn bedoeld.
In 1923 schreef Dr.M. Bolt in de Volksalmanak een artikel waarin hij meldde dat zijn onderzoek de nog onbewezen stelling van Feith bevestigde. Potterwolde was in de middeleeuwen bosrijk geweest en heeft nooit aan een klooster toebehoord. De Groninger kloosters bezaten volgens de bewaard gebleven rekeningen geen land in die streek. In stukken van vóór 1646 heet het gehucht uitsluitend Potterwolde. Van grondbezit van een familie Potter was in de archieven desondanks geen spoor (meer) te vinden. Er is wel een burgemeesterfamilie Potter bekend en de Pottersvoorde, de potterskamnade en het Pottershoogeland in deze omgeving worden met hen in verband gebracht.

## Over Paterswolde

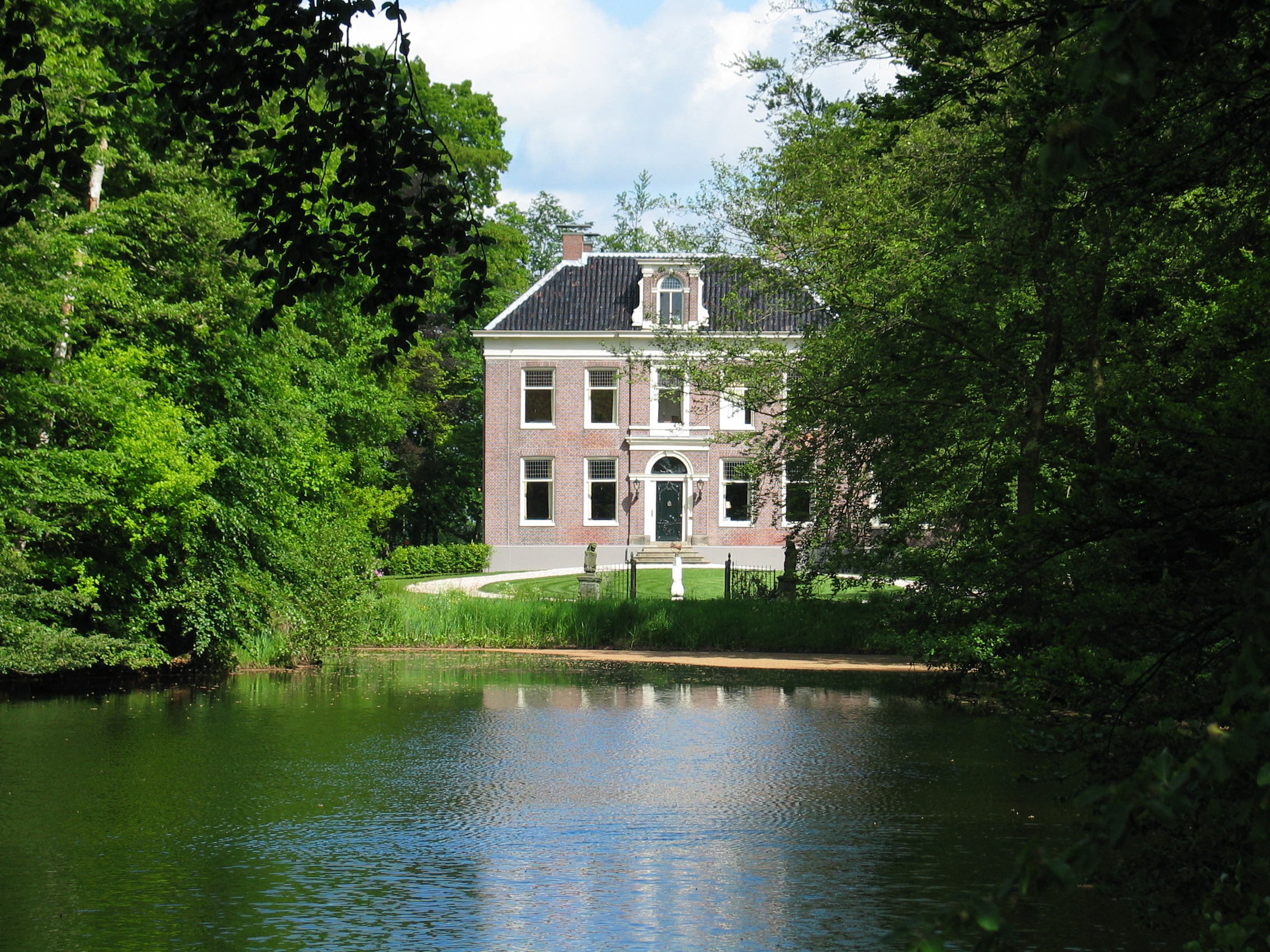
Landgoed Vennebroek

Bekende inwoners van Paterswolde zijn Jan Pelleboer (tot zijn dood in 1992), Kuno van Dijk (tot zijn dood in 2005), Jacques d'Ancona, Pieter Hofstra, Ben Feringa en Albert Jan Maat.
In de nabije omgeving van Paterswolde liggen veel gebieden die eigendom zijn van Natuurmonumenten. Daar zijn de eerder genoemde Friese Veen, Vennebroek en De Braak, alsmede Peizermaden, Elsburger Onland, Kluivingsbos, De Duinen, Polder het Oosterland en Polder Lappenvoort.
Paterswolde was tot diep in de twintigste eeuw in Groningen vermaard om de aldaar gekweekte 'Paterswoldse aardbeien'. Deze aardbeien werden niet in kassen gekweekt en heetten daarom "van de koude grond" afkomstig te zijn. De kweek werd langzaam aan vervangen voor bloemkweek, wat meer opbracht.
Sporten
In het dorp is het openbaar openluchtzwembad Lemferdinge.
Ook is er een midgetgolfbaan naast het zwembad.
Paterswolde heeft op sportgebied veel te bieden:
- voetbalvelden van v.v. Actief 
- een nieuwe sporthal Grote Veen waar verschillende sportverenigingen (o.a. volleybal, basketbal, zaalvoetbal) trainen.
- dans- en balletschool zijn in het cultuur en muziekcentrum De Notenkraker. 
- tennisvelden en opblaashal
- padelbanen
- hockeyvelden
- zeilvereniging de VWDTP 
- scouting vereniging De Trekvogels 
- loopgroep ATC'75 (training op voetbalvelden Actief en in Glimmen)
- wandelclub van Huisartsenpraktijk Avicenna 
- golfafslag (in Eelde)
- bowlingbaan De Waterburcht (in Eelde)
- judo en tafeltennis (in Eelde)
- paardensport kan bij het hippisch centrum ( in Eelde) 
Bloemencorso
Sinds 1957 vindt in het dorp een bloemencorso plaats. Het Bloemencorso Eelde wordt elk jaar gehouden in het eerste weekend van september (soms overlap meet laatste dag van augustus). Vrijwilligers uit verschillende wijken in Eelde-Paterswolde en de omliggende dorpen Yde en Eelderwolde bouwen de hele zomer aan een praalwagen. Voor de praalwagens worden dahlia's gebruikt die door de corsowijken zelf worden verbouwd. Ook worden er voor het maken van toefwerk veel verschillende bloemen, planten en vruchten gebruikt uit de natuur of ingekocht op de bloemenveiling in Eelde. Het bloemencorso trekt jaarlijks zo'n 50.000 tot 90.000 bezoekers. Sinds 2013 is het Bloemencorso Eelde opgenomen op de lijst voor Nationale Inventaris Immaterieel Cultureel Erfgoed Nederland.

## Statistieken van Paterswolde
- Gemiddelde WOZ-waarde: €389.000  (2023).
- Gemiddelde inkomen per inwoner: €33.500 (2023) [14]
- Gemiddelde leeftijd van inwoners: 44 jaar (2018)
- Huishoudens met kinderen: 570
- Huishoudens zonder kinderen: 580
- Meeste stemmen in Paterswolde voor de Tweede Kamer verkiezingen 2023: (1)Pvda-GL, (2)VVD, (3)PVV [14]
- Aantal bedrijven: 501 (2023) [14]
- Postcode: 9765

## Monumenten
Een deel van Paterswolde is een beschermd dorpsgezicht. Verder zijn er in het dorp enkele tientallen rijksmonumenten.
Bekende villa's in Paterswolde zijn De Marsch, Westerbroek, Frisia, Weltevreden (Friescheveen), Anna, Meta, Java, Nova, Falga en Overveen. Het dorp heeft veel bossen, landgoederen en villa's. Huis (1447) en tuinen van Lemferdinge zijn in bezit van Stichting Lemferdinge, het beheer van het groen is in handen van Het Drentse Landschap (2003).

## Geschiedenis van Paterswolde
De eerste bewoning in en rond het dorp stamt uit de Bronstijd (2000 - 800 jaar voor Christus).
Bronnen vermelden Potterwolde en Pottenwolde (1447), uut Potterwolde (1519) en Paterwolde (1851-1867). De Franse kaart (1811-13) vermeldt in het noorden van Paterswolde de plaatsnaam Noordwijck, een schippersbuurtje aan de Westkant van twee haventjes/draaikolken, eindpunten van de Schipsloot vanuit Haren. Thans Paterswolde-Noord, soms, tezamen met het zgn. Villapark aan de westzijde van het meer, als een aparte buurtschap beschouwd; de basisschool in deze omgeving draagt ook de naam Paterswolde-Noord. 
Paterswolde is sinds 1811 onderdeel van de gemeente Eelde (tot de gemeentelijke herindeling in 1998). 
Oorspronkelijk was Paterswolde een agrarisch gehucht met een aantal buitenplaatsen. In de 19de eeuw vormde zich hier een middenstand, met name rond het kruispunt Boerdijk-Vennersteeg - Lange Jammer (1832), nu Hoofdweg-Vennerstraat-Duinstraat.
Recentere vermelding van het dorp staat in het Aardrijkskundig woordenboek der Nederlanden van A.J. van der Aa uit 1843: "Deze gemeente bevat het dorp Eelde, benevens de gehuchten Eelderwolde, Oosterbroek en Paterswolde." Later worden ook Schelfhorst en Zuideinde genoemd. Na de Tweede Wereldoorlog zijn de dorpen Paterswolde en Eelde vergroeid tot het dubbeldorp Eelde-Paterswolde. De gehuchten Zuideinde en Schelfhorst zijn nauwelijks nog hiervan te onderscheiden.
In 1915 werd er het eerste plattelandsdorpshuis van Nederland geopend en in 1922 een tuinbouwschool, uitvloeisels van het sociale werk van Gezina Bähler-Boerma (1874-1953). In 1937 en 1969 kwamen er nieuwe gebouwen voor het tuinbouwonderwijs. Ook het nieuwe gemeentehuis kwam, na heftige debatten in de gemeenteraad, in Paterswolde en niet in Eelde terecht (1938-1939). Paterswolde heeft een tijdlang drie kerken gehad: het zogenaamde Cockskerkje in de Duinstraat (in 1957 opgevolgd door de huidige 'De Hoeksteen'), de doopsgezinde schuurkerk bij het Hesselinksbos (plaats van twee openluchtspelen in 1951-1952) achter Villa Noordwijk (nu een serviceflat) en sinds 1956 de rooms-katholieke kerk O.L.V. Maria ten Hemelopneming in de nieuwe 'vliegveldwijk' Nieuwe Akkers (1954). De schuurkerk, thans als berging in gebruik door de serviceflat, wordt waarschijnlijk gerestaureerd. Vanaf ca. 1887 (bouw Familiehotel) tot 1970 gold Paterswolde als een centrum voor dagrecreatie met als zwaartepunten het Paterswoldsemeer (rondvaarten, zeilen, roeien, kanoën), hotel-restaurant De Twee Provinciën (speeltuin, doolhof met lachspiegels, schelpengrot, volière, waterscooters), de cafés De Passage en De Braak (speeltuinen) en het landgoed De Braak (doolhof, berceau, kettingbrug). Door de vergrote actieradius verplaatste de dagrecreatie zich naar elders en zakte Paterswolde weg; zo verdwenen bijna alle attracties. De hotels De Twee Provinciën, Neptunus en Noordwijk werden vervangen door serviceflats voor bejaarden, de cafés De Passage, De Braak en De Klok door andere gebouwen. 
Omstreeks 1980 kwam een opleving door de herinrichting van het Paterswoldsemeer langs de Meerweg (Zuidwesthoek, De Paalkoepel, De Rietschans, surfterrein) en door de aanleg van de Hoornseplas (1976; met Palenberg), het Hoornse Meer (1982) en het Scandinavisch Dorp (1987; restaurant Elanderhus met 11 blokhutten en sauna). Vroeger enige industrie: confectie, botenbouw, betonwaren. Ook het agrarische karakter is uit Paterswolde verdwenen; veel boerderijen zijn afgebroken, anderen kregen een woonbestemming (forensisme op de stad Groningen). De tuinbouw (sinds 1885) is wel gebleven, maar verschoof van groenten en fruit in de periode 1950-1970 naar bloemen. Bekende 'luxe' Paterswoldse tuinbouwproducten waren aardbeien, aalbessen, frambozen, tomaten, druiven, augurken, komkommers, asperges en schorseneren; door tal van groenteboeren uit de voormalige gemeente Eelde in Groningen aan particulieren verkocht. De belangrijkste bloemen zijn hortensia's en azalea's (grootste kwekerij van Europa).

## Geboren in Paterswolde
- Abraham Hesselink (1862-1930), beeldhouwer
- Julia Samuël (1959), tv-presentatrice
- Anton Valens (1964-2021), schilder en schrijver
- Paul Matthijs (1976), voetballer
- Willemijn Bos (1988), hockeyster

## Overleden in Paterswolde
- Theodoor Rutgers van der Loeff (1846-1917), burgemeester
- Kees de Marees van Swinderen (1890-1961), journalist
- Jolke Siderius (1890-1969), burgemeester
- Willem Vasbinder (1900-1974), politicus
- Jan Pelleboer (1924-1992), weerman
- Ruurt Hazewinkel (1929-2012), uitgever
- Serge Daan (1940-2018), hoogleraar
- Jef Depassé (1943-2021), beeldhouwer
- Jacques d'Ancona (1937-2024), journalist

Stad: Groningen

Dorpen: Garmerwolde · Glimmen · Haren · Harkstede (deels) · Lageland · Lellens · Meerstad · Noordlaren · Onnen · Sint-Annen · Ten Boer · Ten Post · Thesinge · Winneweer · Woltersum

Buurtschappen: Achter-Thesinge · Boltklap · Bouwerschap · Bovenrijge · Dilgt · Dorkwerd · Engelbert · Emmerwolde · Essen · Euvelgunne · Felland · Harendermolen · Hemert · Hemmen · Hoogkerk · Leegkerk · Hoornsedijk · Klein Harkstede · Kröddeburen · Lageweg · Lutjewolde · Middelbert · Noorddijk · Noorderhoogebrug · Oosterdijkshorn · Oosterhoogebrug · Oude Roodehaan · Paterswolde (deels) · Ruischerbrug · Roodehaan · Slaperstil · Steerwolde · Vierverlaten · Wittewierum · Zevenhuisjes

Provincie Groningen: Steden en dorpen      Nederland: Provincies · Gemeenten
Dorpen: Bunne · De Groeve · De Punt · Donderen · Eelde · Eelderwolde · Midlaren · Oudemolen · Paterswolde (deels) · Taarlo · Tynaarlo · Vries · Winde · Yde · Zeegse · Zeijen · Zuidlaarderveen · Zuidlaren (Schuilingsoord · Westlaren)

Buurtschappen: Bokkenstreek · Bruilweering (deels) · Halfweg · Luchtenburg · Oosterbroek · Plankensloot · Schelfhorst · Zuideinde

Drenthe: Steden en dorpen      Nederland: Provincies · Gemeenten